# TuS Mechernich
Die TuS Mechernich (offiziell: Turn- und Sportvereinigung Mechernich 1897 e.V. ) ist ein Sportverein aus der Stadt Mechernich im Kreis Euskirchen in Nordrhein-Westfalen. Der Verein betreibt unter anderem Sparten für Fußball, Tischtennis und Gymnastik.

## Vereinsgeschichte
Der Verein wurde am 6. Oktober 1929 durch den Zusammenschluss des im Jahre 1897 gegründeten Turnvereins Germania Mechernich und des im Jahre 1919 gegründeten SC Sportfreunde Mechernich gegründet. Die Jahreszahl im heutigen Vereinsnamen bezieht sich auf das Gründungsdatum des TV Germania.

## Fußballabteilung
In der Spielzeit 1948/49 spielte die TuS Mechernich in der sogenannten Rheinbezirksliga. Die Rheinbezirksliga war zu jener Zeit die höchste Amateurklasse im Bereich Mittelrhein und direkt unterhalb der Oberliga West angesiedelt. Der Verein stieg zum Saisonende als Tabellenletzter ab. Die TuS Mechernich spielte seitdem durchgehend unterklassig. In den 2000er und 2010er Jahren pendelte der Verein zunächst zwischen den Kreisligen A und B des Fußballkreises Euskirchen, bevor 2016 der Aufstieg in die Bezirksliga Mittelrhein gelang. Dort spielt die TuS Mechernich in der Staffel 3, die im Wesentlichen den Großraum Bergheim/Düren/Euskirchen abdeckt. Im Jahre 2023 stiegen die Mechernicher wieder in die Kreisliga A ab.

## Persönlichkeiten
- Karl Ferber
- Bettina Wiegmann